# دیکسی (واشینگتن)
دیکسی (به انگلیسی: Dixie) یک منطقهٔ مسکونی در ایالات متحده آمریکا است که در شهرستان والا والا، واشینگتن واقع شده‌است. دیکسی ۱٫۳ کیلومتر مربع مساحت و ۱۹۷ نفر جمعیت دارد و ۴۶۹ متر بالاتر از سطح دریا واقع شده‌است.